# Kanton Gent
Kanton Gent is een kanton in de provincie Oost-Vlaanderen en het arrondissement Gent. Het is de bestuurslaag boven die van de desbetreffende gemeenten, tevens is het een gerechtelijk niveau waarbinnen één vredegerecht georganiseerd wordt dat bevoegd is voor de deelnemende gemeenten. Beide types kanton beslaan niet noodzakelijk hetzelfde territorium.

## Gerechtelijke kantons Gent
Gent bestaat uit 5 gerechtelijke kantons die elk een vredegerecht inrichten en gelegen zijn in het gerechtelijk arrondissement Oost-Vlaanderen.
Gent 1: Gelegen in het Nieuw Gerechtsgebouw Gent op de Opgeëistenlaan 401 en bevoegd voor het gedeelte van de stad Gent beginnend onder de torens van het Rabot, de Lieve langs Bachtenwalle en de Sint-Antoniuskaai en Lievekaai tot aan de Lievebrug, de Lievestraat, de Lange Steenstraat, de Grauwpoort tot aan het Sluizeken, de Leie langs de Achterleie, de Huidevetterskaai, de Baudelokaai, de Voorhoutkaai, vanaf de Slachtbrug, de Koepoortkaai tot aan het Sint-Annaplein, de Zuidstationstraat, het Woodrow Wilsonplein en Frankrijkplein, de Schelde in zuidelijke richting langs de Muinkkaai, Ter Platen, Toemaattragel, Warmoezeniersweg tot aan de Ringvaart, dan van de Ringvaart in noordwestelijke richting tot aan de Leie ter hoogte van de Afsneese dijkweg, de Leie in noordelijke richting, langs de Snepkaai, Aan de Bocht, de Belvédèreweg, de Constant Dosscheweg, de Overzet, de Nieuwe Wandeling, de Contributiestraat,en de Begijnhoflaan tot aan de torens aan het Rabot.
Gent 2: Gelegen in het Nieuw Gerechtsgebouw van Gent op de Opgeëistenlaan 401 en bevoegd voor de gemeente Sint-Martens-Latem en het gedeelte van de stad Gent beginnend aan de grens met de gemeente Lovendegem aan het kanaal Gent-Oostende, dit kanaal tot aan de Contributiebrug, de Nieuwe Wandeling, Overzet, de Constant Dosscheweg, de Belvédèreweg, Aan de Bocht, de Leie in zuidelijke richting langs de Snepkaai tot aan de Ringvaart ter hoogte van de Afsneese dijkweg, de Ringvaart in zuidoostelijke richting, tot aan de grens met de gemeente Merelbeke.
Gent 3: Gelegen in het Nieuw Gerechtsgebouw van Gent op de Opgeëistenlaan 401 en bevoegd voor de gemeente Evergem en het gedeelte van de stad Gent beginnend aan het kanaal Gent-Oostende ter hoogte van de grens met de gemeente Evergem, dit kanaal tot aan de De Smetbrug, dan de Nieuwe Vaart tot aan de Gasmeterbrug, dan de Gaardeniersweg en de spoorweg langsheen de Buitensingel in noordelijke richting en de Buitensingel, en verder deze spoorweg in noordelijke richting tot aan de grens met de gemeente Evergem ter hoogte van de Kluizensesteenweg.
Gent 4: Gelegen in het Nieuw Gerechtsgebouw van Gent op de Opgeëistenlaan 401 en bevoegd voor het gedeelte van de stad Gent beginnend aan de grens met de gemeenten Zelzate en Evergem, ten westen van het kanaal Gent-Terneuzen, langs de spoorweg tot aan de Buitensingel dan de Gardeniersweg tot aan de Gasmeterbrug, de Nieuwe Vaart tot aan de De Smetbrug, het kanaal Gent-Oostende langs de Elyzeese Velden en de Bargiekaai en de Waldamkaai tot aan de Contributiebrug, de Begijnhoflaan tot aan de torens van het Rabot, de Lieve langs Bachtenwalle en de Sint-Antoniuskaai en Lievekaai tot aan de Lievebrug, dan de Lievestraat, de Lange Steenstraat, de Grauwpoort tot aan het Sluizeken, dan de Leie langs de Achterleie, de Huidevetterskaai, de Baudelokaai, Voorhoutkaai, de Lousbergskaai tot aan de Lousbergsbrug, dan de Kasteellaan tot aan de Dampoortbrug, dwars door het Antwerpenplein, en de Dendermondsesteenweg tot aan de grens met de gemeente Destelbergen en verder de grens met de gemeenten Lochristi, Wachtebeke en Zelzate.
Gent 5: Gelegen in het Nieuw Gerechtsgebouw van Gent op de Opgeëistenlaan 401 en bevoegd voor de gemeente Destelbergen en het gedeelte van de stad Gent beginnend aan de grens met de gemeente Destelbergen, de Dendermondsesteenweg tot aan het Antwerpenplein, de Dampoortbrug, de Kasteellaan tot aan de Lousbersbrug, de Lousbergskaai in noordelijke richting tot aan de Slachthuisbrug, de Koepoortkaai en de Filip van Arteveldestraat tot aan het Sint-Annaplein, de Zuidstationstraat, het Woodrow Wilsonplein en het Frankrijkplein, dan de Schelde in zuidelijke richting langs de Muinkkaai, Ter Platen, Toemaattragel, Warmoezeniersweg tot aan de grens met de gemeente Merelbeke en verder de grens met de gemeente Melle.
De vrederechter is bevoegd bij gezinsconflicten, onderhoudsgeschillen, voogdij, voorlopige bewindvoering, mede-eigendommen, appartementseigendom, burenhinder,...
| Gebied           | Europese Unie    | België           | België           | België           | België           | Gent           | Oost-Vlaanderen | Oost-Vlaanderen             | Oost-Vlaanderen             | Gent 1-5                        |                                 |                                 |                                 |
| Sociaal recht    | Hof van Justitie | Hof van Cassatie | Hof van Cassatie | Hof van Cassatie | Hof van Cassatie | Arbeidshof     | Arbeidshof      | Arbeidsrechtbank            | Arbeidsrechtbank            | Arbeidsrechtbank                | Arbeidsrechtbank                | Arbeidsrechtbank                |                                 |
| Handelsrecht     | Hof van Justitie | Hof van Cassatie | Hof van Cassatie | Hof van Cassatie | Hof van Cassatie | Hof van Beroep | Hof van Beroep  | Rechtbank van Koophandel    | Rechtbank van Koophandel    | Vredegerecht                    | Vredegerecht                    | Vredegerecht                    |                                 |
| Burgerlijk recht | Hof van Justitie | Hof van Cassatie | Hof van Cassatie | Hof van Cassatie | Hof van Cassatie | Hof van Beroep | Hof van Beroep  | Rechtbank van eerste aanleg | Rechtbank van eerste aanleg | Vredegerecht / Politierechtbank | Vredegerecht / Politierechtbank | Vredegerecht / Politierechtbank | Vredegerecht / Politierechtbank |
| Strafrecht       | Hof van Justitie | Hof van Cassatie | Hof van Cassatie | Hof van Cassatie | Hof van Cassatie | Hof van Beroep | Assisenhof      | Rechtbank van eerste aanleg | Rechtbank van eerste aanleg | Vredegerecht / Politierechtbank | Vredegerecht / Politierechtbank | Vredegerecht / Politierechtbank | Vredegerecht / Politierechtbank |

## Kieskanton Gent
Het kieskanton Gent is identiek aan het provinciedistrict Gent en ligt in het kiesarrondissement Gent en ten slotte de kieskring Oost-Vlaanderen. Het beslaat de stad Gent en bestaat uit 100 stembureaus.